# Robert Saitschick
Robert M. Saitschick (auch Saitschik, russisch Рувим Маркович Зайчик; * 24. April 1868 in Mstislawl, Russisches Reich, heute Belarus; † 29. Januar 1965 in Horgen) war ein russisch-schweizerischer Literaturhistoriker und Philosoph.

## Leben
Er besuchte das russische Gymnasium seiner Geburtsstadt, kam aber als Schüler in Konflikt mit Regierungsorganen und sollte deswegen nach Sibirien verbannt werden. Mit Hilfe von Freunden gelang der Familie die Flucht nach Wien, wo Saitschick Literatur studierte. An der Universität Bern promovierte er und wurde 1889 Privatdozent. Nach einem Jahr gab er diese Tätigkeit auf und lebte zwei Jahre lang als freier Schriftsteller in Berlin, Genf und Paris. 1894 wurde er Professor für vergleichende Literaturgeschichte an der Akademie Neuenburg. Von 1895 bis 1914 lehrte er an der Freifächerabteilung der Eidgenössischen Technischen Hochschule in Zürich. 1899 wurde er in Zürich eingebürgert. Von 1914 bis 1925 war er Professor an der Universität zu Köln. Seit 1925 lebte er als freier Schriftsteller wieder in der Schweiz.

## Ehrungen
- 1958: Verdienstkreuz 1. Klasse der Bundesrepublik Deutschland

## Werke
- Beiträge zur Geschichte der rechtlichen Stellung der Juden, namentlich im Gebiet des heutigen Oesterreich-Ungarn, vom zehnten bis sechszehnten Jahrhundert. Bern 1890 (Dissertation)
- Dostojewski und Tolstoi, 1892
- Der Mensch und sein Ziel, 1914
- Von der innern Not unseres Zeitalters. Ein Ausblick auf Fausts künftigen Weg, 1917
- Die geistige Krisis der europäischen Menschheit, 1924
- Schicksal und Erlösung, 1927
- Schöpfer höchster Lebenswerte, 1945
- Der Staat und was mehr ist als er, 1946
- Bismarck und das Schicksal des deutschen Volkes. Zur Psychologie und Geschichte der deutschen Frage, München 1949
- Aufstieg und Niedergang des Bolschewismus, 1952